# パワステ (NHK和歌山)
パワステはNHK和歌山放送局の和歌山県向けFM放送のラジオ音楽番組

## 概要
- NHK和歌山ではこれまでも不定期で県域向けの音楽番組「わかやまパワーステーション」（2007・2008年度　最終土曜日）→「わかやまパワーステーション2」（2009・2010年度　隔週金曜日）を放送していたが、これを毎週の放送に拡充したもので、祝日を除く毎週金曜18時から18時50分に生放送される。
- 番組では今までと同様にリスナーから寄せられたお便り・リクエストを紹介するほか、県民の暮らしに役立つ生活・イベントの情報を届ける。この番組を放送するため、NHK大阪放送局が近畿地方2府4県に向けて放送する「FMサウンドポケット なみはな」はNHK和歌山では金曜日のみ休止となっていたが、2012年3月で終了となり、4月以後は「なみはな」の金曜のネット受けを再開した。